# Jõeküla (Käina)
Jõeküla − wieś w Estonii, w prowincji Hiuma, w gminie Käina.